# Paracornulum dubium
Paracornulum dubium är en svampdjursart som först beskrevs av Jörn Hentschel 1912.  Paracornulum dubium ingår i släktet Paracornulum och familjen Acarnidae. Inga underarter finns listade i Catalogue of Life.